# Perpignan Méditerranée Métropole

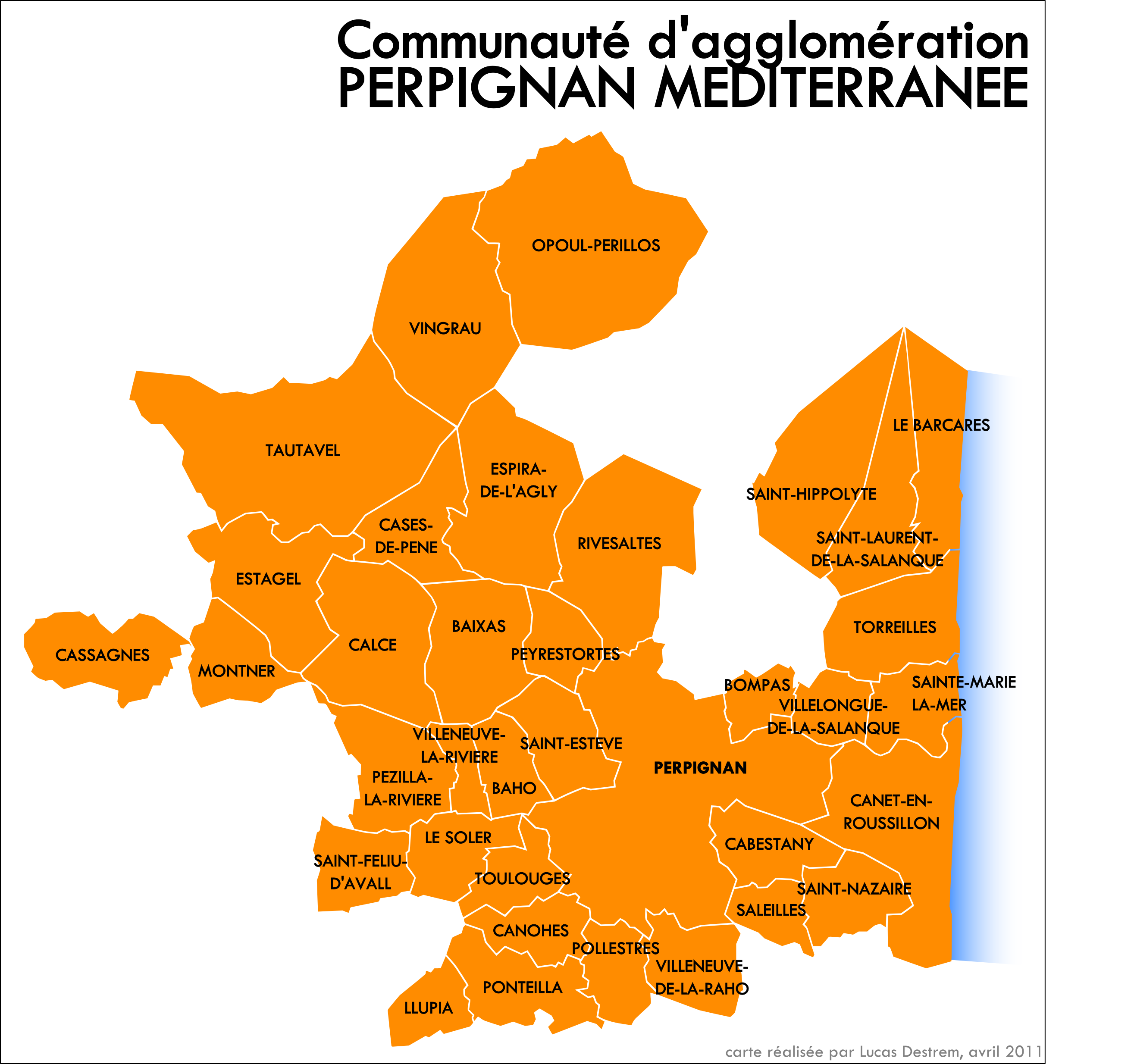
Carte des communes membres depuis le 1er janvier 2011

Perpignan Méditerranée Métropole est une communauté urbaine française, située dans le département des Pyrénées-Orientales (région Occitanie).
En dépit de son nom, cet établissement public de coopération intercommunale ne constitue pas une métropole au sens de la réforme des collectivités territoriales françaises et de l’acte III de la décentralisation.

## Historique
Perpignan Méditerranée Métropole est le résultat de plusieurs évolutions institutionnelles au fil du temps.
La première structure de coopération intercommunale à être créée, à compter du 1er janvier 1997, autour de la ville de Perpignan est la communauté de communes Têt Méditerranée. Elle comprend initialement quatre communes : Perpignan, Bompas, Canet-en-Roussillon, Saint-Nazaire. Un an plus tard elle s'élargit aux communes de Sainte-Marie-la-Mer et Villelongue-de-la-Salanque.
La communauté d'agglomération Têt Méditerranée a été créée, à compter du 1er janvier 2001, à la place de l'ancienne communauté de communes. A cette occasion, onze autres communes (Baho, Canohès, Peyrestortes, Pézilla-la-Rivière, Pollestres, Saint-Estève, Le Soler, Toulouges, Saint-Féliu-d'Avall, Villeneuve-de-la-Raho et Villeneuve-la-Rivière) adhérèrent à la nouvelle structure. En 2006, quatre nouvelles communes adhèrent à la communauté d'agglomération : Torreilles, Le Barcarès (dont le départ de la communauté de communes Salanque - Méditerranée a provoqué de vives réactions chez certains élus), Saint-Laurent-de-la-Salanque et Saint-Hippolyte. Au 1er janvier 2007, les trois communes de Baixas, Calce et Saleilles adhèrent à leur tour, ainsi que, le 1er janvier 2010 deux nouvelles communes, Ponteilla et Llupia.
Le 13 septembre 2010, la communauté d'agglomération de Perpignan et la communauté de communes du Rivesaltais-Agly-Manadeil ont voté lors de leurs assemblées respectives pour une fusion. Ceci donne naissance, à compter du 27 décembre 2010, à la communauté d’agglomération Perpignan Méditerranée, composée de 36 communes et avec environ 270 000 habitants. La commune de Cabestany, qui refusait depuis toujours d'entrer dans la communauté d'agglomération, a été contrainte par la loi d'y entrer car il ne peut y avoir d'enclave à l'intérieur d'une intercommunalité.
Le 1er janvier 2016, la communauté d'agglomération se transforme en communauté urbaine et change son nom pour devenir Perpignan Méditerranée Métropole. Le développement d'une agglomération comprenant 36 communes et représentant en 2017 56,5 % de la population des Pyrénées-Orientales n'est pas sans susciter quelques inquiétudes sur la création d'un « département » bis.
Le 1er janvier 2025, Corneilla-la-Rivière quitte la communauté de communes Roussillon Conflent et rejoint Perpignan Méditerranée Métropole.

### Identité visuelle

Logo jusqu’en 2013.
Logo à partir de mars 2013.
Logo à partir de 2016.
Logo pour les activités touristiques.

## Territoire communautaire

### Composition
La communauté urbaine est composée des 37 communes suivantes :

| Nom                          | Code Insee | Gentilé           | Superficie (km2) | Population (dernière pop. légale) | Densité (hab./km2) |
| ---------------------------- | ---------- | ----------------- | ---------------- | --------------------------------- | ------------------ |
| Perpignan (siège)            | 66136      | Perpignanais      | 68,07            | 120 996 (2022)                    | 1 778              |
| Baho                         | 66012      | Bahotencqs        | 7,9              | 3 266 (2022)                      | 413                |
| Baixas                       | 66014      | Baixanencs        | 18,91            | 2 784 (2022)                      | 147                |
| Le Barcarès                  | 66017      | Barcarésiens      | 11,65            | 6 203 (2022)                      | 532                |
| Bompas                       | 66021      | Bompassencqs      | 5,7              | 7 712 (2022)                      | 1 353              |
| Cabestany                    | 66028      | Cabestanyencs     | 10,42            | 10 414 (2022)                     | 999                |
| Calce                        | 66030      | Calçois           | 23,77            | 224 (2022)                        | 9,4                |
| Canet-en-Roussillon          | 66037      | Canétois          | 22,39            | 13 005 (2022)                     | 581                |
| Canohès                      | 66038      | Canouhards        | 8,56             | 6 575 (2022)                      | 768                |
| Cases-de-Pène                | 66041      | Casois            | 13,38            | 978 (2022)                        | 73                 |
| Cassagnes                    | 66042      | Cassagnols        | 15,16            | 290 (2022)                        | 19                 |
| Corneilla-la-Rivière         | 66058      |                   | 11,9             | 2 013 (2022)                      | 169                |
| Espira-de-l'Agly             | 66069      | Espiranencs       | 26,77            | 3 525 (2022)                      | 132                |
| Estagel                      | 66071      | Estagellois       | 20,83            | 2 124 (2022)                      | 102                |
| Llupia                       | 66101      | Llupiais          | 6,88             | 2 169 (2022)                      | 315                |
| Montner                      | 66118      | Montnerois        | 10,98            | 328 (2022)                        | 30                 |
| Opoul-Périllos               | 66127      | Opoulencs         | 50,53            | 1 218 (2022)                      | 24                 |
| Peyrestortes                 | 66138      | Peyrestortencs    | 7,96             | 1 808 (2022)                      | 227                |
| Pézilla-la-Rivière           | 66140      | Pézillanais       | 15,62            | 4 048 (2022)                      | 259                |
| Pollestres                   | 66144      | Pollestrencs      | 8,3              | 5 489 (2022)                      | 661                |
| Ponteilla                    | 66145      | Ponteillanais     | 13,78            | 3 012 (2022)                      | 219                |
| Rivesaltes                   | 66164      | Rivesaltais       | 28,76            | 9 151 (2022)                      | 318                |
| Saint-Estève                 | 66172      | Stéphanois        | 11,67            | 11 673 (2022)                     | 1 000              |
| Saint-Féliu-d'Avall          | 66174      | Saint-Féliens     | 10,79            | 2 934 (2022)                      | 272                |
| Saint-Hippolyte              | 66176      | Saint-Hippolytans | 14,65            | 3 177 (2022)                      | 217                |
| Saint-Laurent-de-la-Salanque | 66180      | Laurentins        | 12,39            | 9 941 (2022)                      | 802                |
| Saint-Nazaire                | 66186      | Nazairiens        | 10,33            | 2 786 (2022)                      | 270                |
| Sainte-Marie-la-Mer          | 66182      | Saint-Marinois    | 10,29            | 4 749 (2022)                      | 462                |
| Saleilles                    | 66189      | Saleillencs       | 6,12             | 5 724 (2022)                      | 935                |
| Le Soler                     | 66195      | Solériens         | 10,35            | 7 896 (2022)                      | 763                |
| Tautavel                     | 66205      | Tautavellois      | 53,47            | 911 (2022)                        | 17                 |
| Torreilles                   | 66212      | Torreillans       | 17,14            | 3 793 (2022)                      | 221                |
| Toulouges                    | 66213      | Toulougiens       | 8,04             | 7 375 (2022)                      | 917                |
| Villelongue-de-la-Salanque   | 66224      | Villelonguets     | 7,21             | 3 318 (2022)                      | 460                |
| Villeneuve-de-la-Raho        | 66227      | Villeneuvois      | 11,41            | 4 416 (2022)                      | 387                |
| Villeneuve-la-Rivière        | 66228      | Villeneuvois      | 4,38             | 1 360 (2022)                      | 311                |
| Vingrau                      | 66231      | Vingraunais       | 32,12            | 541 (2022)                        | 17                 |

### Démographie
| 1968    | 1975    | 1982    | 1990    | 1999    | 2010    | 2015    | 2021    |
| ------- | ------- | ------- | ------- | ------- | ------- | ------- | ------- |
| 153 795 | 166 833 | 192 592 | 207 203 | 221 648 | 253 270 | 266 909 | 272 976 |

## Administration

### Siège
Le siège de la communauté urbaine est situé à Perpignan.

### Les élus
Le conseil communautaire de la communauté urbaine se compose de 88 conseillers, représentant chacune des communes membres et élus pour une durée de six ans.
Ils sont répartis comme suit :
| Nombre de conseillers | Communes                                              |
| --------------------- | ----------------------------------------------------- |
| 40                    | Perpignan                                             |
| 4                     | Canet-en-Roussillon                                   |
| 3                     | Cabestany, Saint-Estève, Saint-Laurent-de-la-Salanque |
| 2                     | Bompas, Rivesaltes, Le Soler, Toulouges               |
| 1 (+1 suppléant)      | les 27 autres communes                                |

### Présidence
| Période | Période  | Identité        | Étiquette         | Qualité                                                                                  |
| ------- | -------- | --------------- | ----------------- | ---------------------------------------------------------------------------------------- |
| 2001    | 2014     | Jean-Paul Alduy | UDF, UMP puis UDI | maire de Perpignan (1993 → 2009), sénateur des Pyrénées-Orientales (2001 → 2011)         |
| 2014    | 2020     | Jean-Marc Pujol | UMP puis LR       | maire de Perpignan (2009 → 2020)                                                         |
| 2020    | En cours | Robert Vila     | LR                | maire de Saint-Estève (2010 → ), conseiller départemental du canton du Ribéral (2015 → ) |

### Compétences
La communauté urbaine gère plusieurs domaines d'interventions, dans chacune de ses villes membres, qui transfèrent leurs propres compétences dans les domaines suivants :

#### Transports
Pour les transports en commun, voir l'article Sankéo.

#### Aménagement
La communauté urbaine possède une compétence concernant l'aménagement des voiries d'intérêt communautaire et des pistes cyclables.

#### Déchets
La communauté urbaine possède une compétence concernant les déchets : collecte, tri sélectif et gestion de la déchèterie.

#### Eau
La communauté urbaine s'occupe des réseaux d'eau et d'assainissement des communes membres. Elle gère et construit de nouveaux équipements, tels la station d'épuration de Canet-en-Roussillon, et la nouvelle de Perpignan, qui vend son biogaz par l'intermédiaire d'Ilek. Elle s'occupe, par ailleurs, des travaux de rénovation des réseaux humides des communes de l'agglo.

#### Musique
Le Conservatoire à rayonnement régional Perpignan Méditerranée (musique, danse et art dramatique) est un établissement artistique administré par Perpignan Méditerranée Métropole. Le conservatoire possède plusieurs « antennes d’enseignement musical », réparties sur l'ensemble du territoire de la Communauté urbaine et propose plusieurs formations ainsi que des diplômes en fin de cycle.

#### Logement
La communauté urbaine possède une compétence concernant l'habitat et le logement social.

#### Développement économique
La communauté urbaine possède une compétence concernant le développement économique ainsi que la gestion de l'environnement et le développement durable.

### Régime fiscal et budget
Le régime fiscal de la communauté urbaine est la fiscalité professionnelle unique (FPU).

## Annexe